# Persone di nome Adele
| Questa pagina contiene informazioni ricavate automaticamente dalle voci biografiche con l'ausilio del template Bio e di un bot. L'aggiornamento è periodico e automatico e ricostruisce completamente la pagina. Se manca una persona in questa lista, sei pregato di non aggiungerla, ma accertati piuttosto che la sua voce biografica contenga il template Bio e che i dati anagrafici siano correttamente compilati. Se il template Bio manca, inseriscilo tu stesso o, in alternativa, metti l'avviso {{tmp\|Bio}} che ne segnala la mancanza. Se i dati riportati sono sbagliati, correggi direttamente la voce biografica; le modifiche saranno visibili in questa lista entro pochi giorni. Per chiarimenti vedi il progetto antroponimi. La lista contiene solo le 55 persone che sono citate nell'enciclopedia e per le quali è stato implementato correttamente il template Bio. Pagina aggiornata al 6 mag 2025. |

Questa è una lista di persone presenti nell'enciclopedia che hanno il nome Adele, suddivise per attività principale.

## Attiviste(1)
- Adele Bonolis, attivista italiana (Milano, n. 1909 - Milano, † 1980)

## Attrici(8)
- Adele DeGarde, attrice statunitense (New York, n. 1899 - New York, † 1972)
- Adele Garavaglia, attrice italiana (Torino, n. 1869 - Roma, † 1944)
- Adele Jergens, attrice statunitense (Brooklyn, n. 1917 - Camarillo, † 2002)
- Adele Lane, attrice statunitense (n. 1877 - Los Angeles, † 1957)
- Adele Mara, attrice statunitense (Highland Park, n. 1923 - Pacific Palisades, † 2010)
- Adele Neuhauser, attrice austriaca (Atene, n. 1959)
- Adele Pandolfi, attrice italiana (Napoli, n. 1959)
- Adele Sandrock, attrice tedesca (Rotterdam, n. 1863 - Berlino, † 1937)

## Bibliste(1)
- Adele Berlin, biblista e ebraista statunitense (Filadelfia, n. 1943)

## Calciatrici(2)
- Adele Frollani, ex calciatrice italiana (Roma, n. 1974)
- Adele Marsiletti, ex calciatrice italiana (Ballabio, n. 1964)

## Cantanti(1)
- Delia Gualtiero, cantante italiana (Malo, n. 1952)

## Cantautrici(2)
- Adele, cantautrice britannica (Londra, n. 1988)
- Emeli Sandé, cantautrice britannica (Sunderland, n. 1987)

## Costumiste(1)
- Adele Palmer, costumista statunitense (Santa Ana, n. 1915 - Santa Barbara, † 2008)

## Critiche letterarie(1)
- Benedetta Craveri, critica letteraria, scrittrice e saggista italiana (Roma, n. 1942)

## Danzatrici(2)
- Adele Astaire, ballerina statunitense (Omaha, n. 1896 - Scottsdale, † 1981)
- Adele Muzzarelli, ballerina e soprano italiana (Venezia, n. 1816 - Batignolles, † 1885)

## Doppiatrici(1)
- Adele Pellegatta, doppiatrice italiana (Roma, n. 1965)

## Filantrope(1)
- Adele Alfieri di Sostegno, filantropa italiana (n. 1857 - † 1937)

## Fotografe(1)
- Adele Younghusband, fotografa e pittrice neozelandese (Te Awamutu, n. 1878 - Auckland, † 1969)

## Geografe(1)
- Adele Bianchi, geografa italiana (Ferrara, n. 1842 - Ferrara)

## Giornaliste(2)
- Adele Ammendola, giornalista italiana (Napoli, n. 1963)
- Adele Cambria, giornalista, scrittrice e attrice italiana (Reggio Calabria, n. 1931 - Roma, † 2015)

## Infermiere(1)
- Adele Zara, infermiera italiana (Spinea, n. 1882 - Oriago, † 1969)

## Informatiche(2)
- Adele Goldberg, informatica statunitense (Cleveland, n. 1945)
- Adele Goldstine, informatica statunitense (New York, n. 1920 - † 1964)

## Insegnanti(1)
- Adele Cremonini Ongaro, insegnante e scrittrice italiana (Fidenza, n. 1908 - Bologna, † 1969)

## Matematiche(1)
- Adele Capuzzo Dolcetta, matematica, educatrice e insegnante italiana (Treviso, n. 1857 - Chieti, † 1905)

## Nobildonne(2)
- Adèle di Champagne, nobildonna (Parigi, † 1206)
- Adele di Francia, nobildonna francese (n. 1160)

## Nobili(2)
- Adele di Francia, nobile francese (n. 1009 - Messines, † 1079)
- Adele d'Inghilterra, nobile normanna (Normandia - Marcigny, † 1137)

## Partigiane(1)
- Adele Maria Jemolo, partigiana e politica italiana (Bologna, n. 1926 - Roma, † 1970)

## Poetesse(2)
- Adele Gloria, poetessa e pittrice italiana (Catania, n. 1910 - Roma, † 1984)
- Adele Loriga, poetessa, pittrice e drammaturga italiana (Sassari)

## Politiche(3)
- Adele Faccio, politica e attivista italiana (Pontebba, n. 1920 - Roma, † 2007)
- Adele Gambaro, politica italiana (Genova, n. 1964)
- Adele Tonnini, politica sammarinese (San Marino, n. 1977)

## Produttrici cinematografiche(1)
- Adele Romanski, produttrice cinematografica e produttrice televisiva statunitense (Sarasota, n. 1982)

## Sceneggiatrici(1)
- Adele Comandini, sceneggiatrice statunitense (New York, n. 1898 - Los Angeles, † 1987)

## Schermitrici(1)
- Adele du Plooy, schermitrice sudafricana (Johannesburg, n. 1980)

## Sciatrici alpine(1)
- Adele Allender, ex sciatrice alpina statunitense (n. 1965)

## Scrittrici(3)
- Adele Albieri, scrittrice italiana (Cavarzere, n. 1877 - Monza, † 1964)
- Adele Galli, scrittrice e poetessa italiana (Torino, n. 1870 - Torino, † 1909)
- Adele Moroder, scrittrice austriaca (Ortisei, n. 1887 - Ortisei, † 1966)

## Sindacaliste(1)
- Adele Bei, sindacalista e politica italiana (Cantiano, n. 1904 - Roma, † 1976)

## Socialite(1)
- Adele Bloch-Bauer, socialite austriaca (Vienna, n. 1881 - Vienna, † 1925)

## Soprani(3)
- Adele Addison, soprano statunitense (New York, n. 1925)
- Adele Kern, soprano tedesco (Monaco di Baviera, n. 1901 - Monaco di Baviera, † 1980)
- Adele Leigh, soprano inglese (Londra, n. 1928 - Vienna, † 2004)

## Senza attività specificata(3)
- Adele di Borgogna, contessa († 987)
- Adele di Troyes, contessa
- Adele di Vermandois, contessa franco (Bruges, † 960)